# Jean Béraud
Jean Béraud (San Petersburgo, 12 de enero de 1849-París, 4 de octubre de 1935) fue un pintor francés. 

## Biografía
Su padre, también llamado Jean, fue escultor y decidió instalarse en San Petersburgo con su familia para trabajar en la obra de la catedral de San Isaac. Su madre, Geneviève Eugénie Jacquin, le siguió con sus dos hijas, Adrienne y Estelle, a las que se unieron Jean y Mélanie el 12 de enero de 1849. A la muerte de su marido, cuatro años más tarde, la señora Béraud regresó a Francia acompañada por sus cuatro hijos, y se instaló en París. Inicialmente, Jean Béraud no parece seguir los pasos de su padre, puesto que, tras su adolescencia, fue al Colegio Bonaparte (rebautizado hoy Colegio Condorcet) y se inscribió en la Facultad de Derecho de París. Tras acabar sus estudios, empezó a trabajar como abogado. Sin embargo, la llegada de los prusianos a la capital y luego la ocupación de la ciudad truncaron su carrera profesional.[cita requerida]
En 1872, decidió acudir a las clases de Léon Bonnat, uno de los artistas más influyentes del momento, ocupando un taller en el barrio de Montmartre. Al año siguiente deja el taller para exponer en El Salón, la gran cita anual del arte. Sus primeros temas son retratos de hombres, mujeres y niños, antes de arriesgarse en 1875 con un tema mitológico, una Léda. No es aún más que un retratista entre otros.[cita requerida]

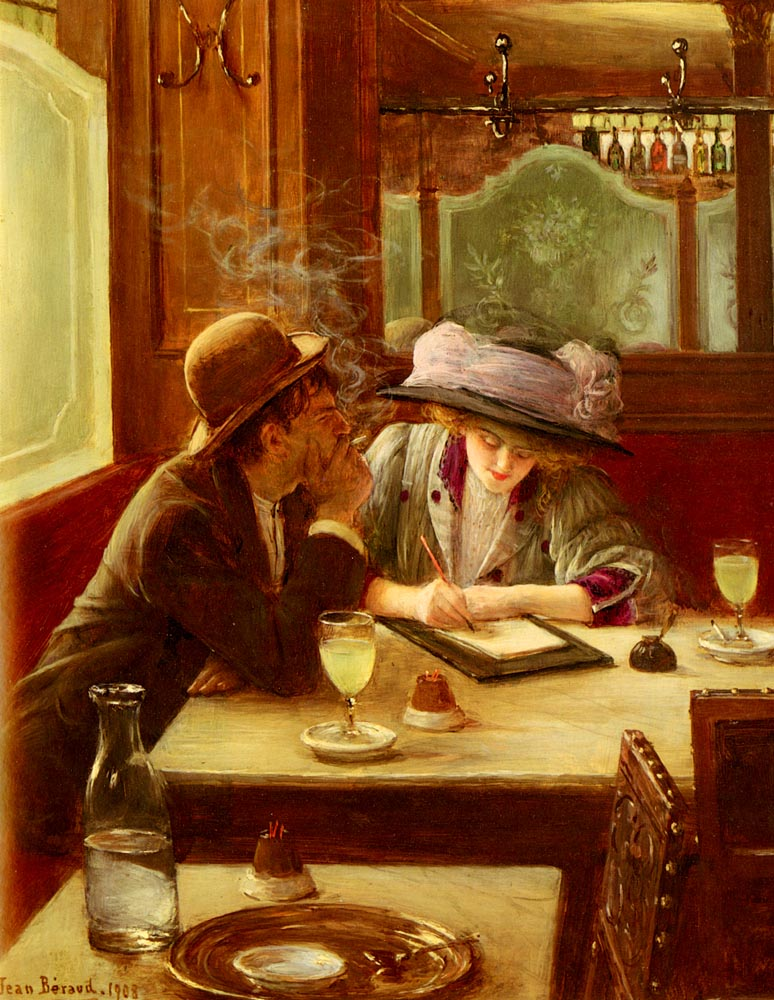
La carta, 1908.

Necesita esperar a 1876 para que su obra empiece a destacar. Debe el éxito a un cuadro sobre una escena de calle parisiense. La vuelta del entierro tiene la originalidad del tema: después de la ceremonia fúnebre, padres y amigos del difunto vuelven a sus asuntos, un hombre enciende un puro, los otros charlan. La vida reanuda su curso.[cita requerida]
En 1886, su madre fallece en París. Al año siguiente, fue nombrado caballero de la Legión de Honor. Expone cada vez más a menudo fuera de El Salón: en el Círculo de la Unión artística, en la Sociedad de Acuarelistas francesa, en la Exposición Universal de 1889. Muy activo en el medio del arte, participó en 1890 en la creación de la Sociedad Nacional de las Bellas Artes, en compañía de Auguste Rodin, Jean-Louis-Ernest Meissonier y Pierre Puvis de Chavannes.[cita requerida]
Preocupado por renovar su arte, causó sorpresa presentando La Madeleine en el Pharisien, donde se mezclan figuras bíblicas y personalidades contemporáneas como Ernest Renan o Eugène Chevreuil. Rompiendo con las escenas del París moderno, propuso con audacia una lectura del Evangelio adaptada a la sociedad de su tiempo. Este cuadro, que desconcertó a la crítica, fue el primero de una serie, extendida sobre varios años, de cuadros religiosos. En 1894, fue ascendido a funcionario de la Legión de honor. Expone entonces generalmente en el extranjero.
En febrero de 1897, Marcel Proust le pidió ser uno de sus testigos para un duelo cuyo oponente era el escritor Jean Lorrain (la razón estaba en un artículo juzgado abusivo). A principios del siglo XX se centró en sus actividades en la Sociedad Nacional de las Bellas Artes, y también en sus múltiples Comités de organización de exposiciones y de jurados, concediéndole menos tiempo para su propia pintura. En 1909 falleció Coquelin Mayor, uno de sus grandes amigos. Falleció el 4 de octubre de 1935 en su domicilio parisiense y fue enterrado en el cementerio de Montparnasse, en los numerados de su hermana gemela Melania, desaparecida en 1927, y de su madre. A partir del año siguiente, el Museo Carnavalet le rindió homenaje.